# Tom Berry

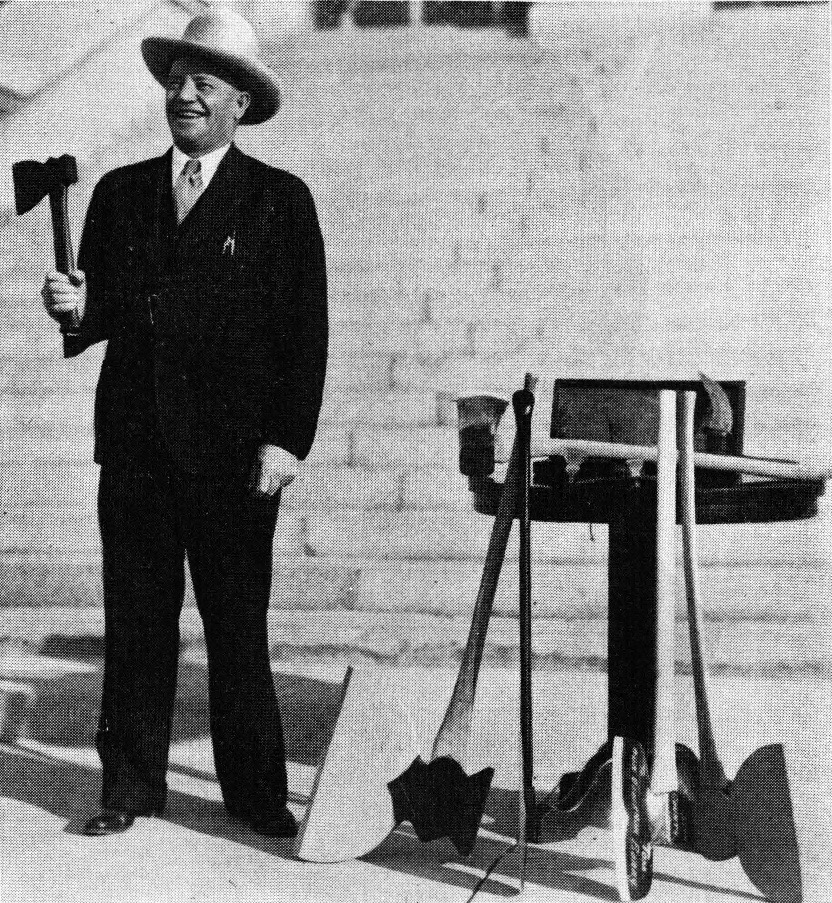
Tom Berry.

Thomas Matthew Berry, född 23 april 1879 i Paddock, Nebraska, död 30 oktober 1951 i Rapid City, South Dakota, var en amerikansk demokratisk politiker. Han var den 14:e guvernören i delstaten South Dakota 1933-1937.
Berry var ledamot av South Dakota House of Representatives, underhuset i delstatens lagstiftande församling, 1925-1931. Den stora depressionen resulterade i ett stort stöd för demokraterna 1932; nationellt för Franklin D. Roosevelt som vann presidentvalet i USA 1932 och i South Dakota vann Berry guvernörsvalet mot ämbetsinnehavaren Warren Green genom att lova hjälp till de värst drabbade människorna och områdena. Berry omvaldes 1934. Han kandiderade 1936 för en tredje mandatperiod men förlorade mot republikanen Leslie Jensen.
Berry förlorade senatsvalen 1938 och 1942 som demokraternas kandidat. 1938 besegrade han Herbert E. Hitchcock i primärvalet men förlorade senatsvalet mot John Chandler Gurney. 1942 var det senator William J. Bulow som förlorade primärvalet mot Berry som sedan förlorade mot republikanen Harlan J. Bushfield.